# Окиснення за Сверном
Оки́снення за Све́рном — хімічна реакція, під час якої первинний або вторинний спирт окиснюється до альдегіду або кетону при дії оксалілхлориду, диметилсульфоксиду (ДМСО) та органічної основи, наприклад триетиламіну. Реакція широко використовується в органічному синтезі через досить м'які умови і може проводитись за присутності багатьох функціональних груп.
Реакція названа в честь американського хіміка Даніела Сверна (1916–1982).
Іншими продуктами реакції є диметилсульфід ((CH3)2S), монооксид Карбону СО, діоксид Карбону CO2 і триетиламоній хлорид (Et3NHCl, якщо як основа використовується триетиламін (Et3N). Оскільки диметилсульфід та монооксид Карбону є токсичними сполуками, реакцію слід проводити від витяжною шафою.

## Механізм
Першим етапом окиснення за Сверном є низькотемпературна реакція диметилсульфоксиду 1а, або ж його резонансної структури 1b, з оксилілхлоридом 2. Перший інтермедіат 3 швидко розкладається з вивільненням СО2, СО та утворенням диметилхлоросульфонію хлориду 4.
При додаванні спирту 5 диметилхлоросульфоній хлорид 4 реагує з ним з утворенням ключового інтермедіату — алкоксисульфонієвого іона 6. Додавання мінімум 2 еквівалентів основи (зазвичай триетиламіну) призводить до депротонування алкоксисульфонієвого іона 6 і утворення іліду 7. У п'ятичленному циклі перехідного стану Сульфурний ілід 7 розкладається до диметилсульфіду та бажаного кетону або альдегіду 8.

## Варіації
При використанні оксалілхлориду як зневоднюючого агенту реакцію слід проводити при температурі нижче −60 °C для уникнення побічних реакцій. При використанні ціанурхлориду або трифлуорооцтового ангідриду замість оксалілхлориду, реакційну суміш можна нагрівати до −30 °C без протікання побічних реакцій. Іншим методом активування ДМСО з ініціюванням утворення інтермедіату 6 є використання карбодіімідів (окиснення Прітцнера–Моффата) або комплексу піридин-триоксид Сульфуру (окиснення Паріка-Доерінга). Інтермедіат 4 можна також отримати з диметилсульфіду та N-хлоросукциніміду (окиснення за Корі-Кімом).
У деяких випадках використання триетиламіну як основи може призводити до епімеризації Карбону в альфа-положенні до утвореної карбонільної групи. Зменшити швидкість протікання цієї побічної реакції можна використовуючи об'ємніші основи, наприклад диізопропілетиламін (iPr2NEt, основа Хюніґа).